# روز موعود
روز موعود (کره‌ای: 디데이; لاتین‌نویسی اصلاح‌شده: Di Dei) یک مجموعه تلویزیونی حادثه ای، درام پزشکی و رمانتیک است. این مجموعه تلویزیونی در کره جنوبی روزهای جمعه و شنبه ساعت ۲۰:۴۰ در ۲۰ قسمت ۴۵ دقیقه ای از ۱۸ سپتامبر ۲۰۱۵ پخش شد.

## داستان
«لی‌های سونگ» یک جراح است که به یکی از بهترین بیمارستان‌های مربوط به بیماران سرطانی شهر سئول منتقل می‌شود. پس از آن یک زلزله بزرگ در شهر رخ می‌دهد و خسارت زیادی به شهر وارد می‌شود ستاد بحران وارد عمل می‌شود ولی چون راه خراب است نمی‌توانند کمک کنند بیمارستان دکتر، لی خراب می‌شود او به بیمارستان دیگری می‌رود مدیر بیمارستان با او بد است دکتر لی مریض‌ها را نجات می‌دهد و تلفن، برق و آب قطع می‌شوند. پس از این فاجعه طبیعی و ایجاد هرج و مرج، گروهی از پزشکان فداکار همراه پرسنل اورژانس و گروهی آتش‌نشان، برای مقابله با عواقب این فاجعهٔ طبیعی، با یکدیگر متحد می‌شوند و جان انسان‌های نیازمند کمک را نجات می‌دهند

## بازیگران

### بازیگران اصلی
- کیم یونگ-کوانگ در نقش لی‌های سونگ
- جونگ سو مین در نقش جانگ دال مین
- ها سیوک جین در نقش هان وو جین
- یون جو هی در نقش پارک جی نا

### بازیگران پشتیبان
- لی جیونگ یانگ در نقش پارک گان
- کیم کی مو در نقش چا کی وونگ
- کیم جونگ هوا در نقش ایون سو یول
- کیم سانگ هو در نقش چوی ایل سو
- کیم‌های یون در نقش کانگ جو ران
- سونگ جی هو در نقش لی وو سانگ
- چا این پیو در نقش کو جا هیوک
- لی سونگ یئول در نقش اون دائه گیل
- کو کیو پیل
- جانگ یون سو
- هان سئو جین